# Amsa-dong
Amsa-dong là một dong phường của Gangdong-gu ở Seoul, Hàn Quốc. Dong nổi tiếng với các di tích lịch sử thời đồ đá mới nhất là sau một trận lũ lớn 1925 đã làm lộ một lượng lớn khuôn mẫu lò nung.